# Siège de Kaifeng
Ne doit pas être confondu avec Incident de Jingkang.
Invasion mongole de la dynastie Jin
Batailles
Bataille de Yehuling - Bataille de Zhongdu (en) - Siège de Kaifeng - Siège de Caizhou
Le siège de Kaifeng se déroule d'avril 1232 à février 1233 et aboutit à la prise de Kaifeng, capitale de la dynastie Jin, par l'Empire mongol.
Lorsque le siège débute, la guerre entre les Jin et les Mongols dure depuis plus de vingt ans. Le khan mongol Ögödei envoie deux armées contre Kaifeng, qui convergent sous la direction du général Subötaï et mettent le siège devant la ville le 8 avril 1232.
Malgré la peste et la famine qui frappent les habitants de Kaifeng, la ville tient bon jusqu'au départ de l'empereur Jin Aizong, qui s'enfuit vers Caizhou à la fin de l'année. Le général Cui Li, responsable de Kaifeng après son départ, préfère se rendre et ouvre les portes de la ville aux Mongols le 26 février 1233. La dynastie Jin n'y survit pas longtemps et disparaît après la chute de Caizhou en 1234.

## Contexte

La Chine au début du XIIIe siècle.

Après avoir unifié les Mongols et soumis les autres tribus nomades des steppes, Gengis Khan est élu khagan en 1206. La Chine est quant à elle divisée en trois. Au nord, les Jurchens de la dynastie Jin contrôlent la Mandchourie et la Chine du Nord jusqu'au fleuve Huai He, tandis que les Xia occidentaux, une dynastie tangoute, règnent sur une partie de l'ouest du pays. Enfin, le Sud du pays est aux mains de la dynastie Song,. En 1210, les Mongols soumettent les Xia occidentaux et récusent le lien de vassalité qui les liait aux Jin. Les relations entre les deux nations sont tendues : les Mongols convoitent les prospères terres jurchens, et il est possible qu'ils espèrent se venger du traitement réservé à Ambakaï, l'un des prédécesseurs de Gengis Khan, assassiné par les Jin, ainsi que de l'impolitesse manifestée par l'empereur Jin Weishaowang à l'égard de Gengis Khan.
En apprenant qu'une famine frappe les Jin, les Mongols passent à l'attaque en 1211,. Deux armées mongoles pénètrent dans le territoire jurchen, dont une commandée par le khan lui-même. Leur stratégie consiste à s'emparer de petites localités en ignorant les grandes villes, trop bien fortifiées. Après s'être livrés au pillage du pays, ils retournent sur leurs terres en 1212. Une nouvelle offensive a lieu l'année suivante, et la capitale jin, Zhongdu, est assiégée. Les Mongols sont incapables d'emporter la place, mais ils parviennent à contraindre l'empereur jin à leur payer tribut. Après le retrait des envahisseurs, les Jin déplacent leur capitale de Zhongdu à Kaifeng, dans l'éventualité d'un autre raid mongol. En apprenant cela, les Mongols reviennent assiéger Zhongdu en 1215. La ville tombe entre leurs mains le 31 mai, prélude à la conquête de vastes pans du territoire jin,.
De leur côté, les Jurchens sont confrontés à plusieurs foyers de révolte. En Mandchourie, Yelü Liuge proclame l'indépendance des Khitans et s'allie aux Mongols. Il est fait empereur sous la tutelle mongole en 1213. L'expédition punitive envoyée par les Jin pour le mater, menée par Puxian Wannu, s'avère infructueuse. Comprenant que la dynastie est au bord du gouffre, Wannu se révolte à son tour et se proclame roi du Dazhen en 1215. Dans le Sud, plusieurs rébellions éclatent dans le Shandong à la suite de la révolte de Yang Anguo en 1214. Les rebelles sont surnommés « Chemises rouges » en référence à l'uniforme qu'ils adoptent en 1215.
Après la chute de Zhongdu, les Mongols réduisent leur présence militaire du côté Jin en préparation de l'invasion de l'Asie centrale. Les Jurchens tentent de compenser leurs pertes au nord en envahissant les Song en 1217, mais leurs efforts ne mènent à rien. Les Song rejettent leurs propositions de paix et finissent par interdire aux diplomates jin de se présenter à la cour des Song. La guerre entre les Mongols et les Jin se poursuit à une intensité moindre au début des années 1220 sous la direction du général Muqali. Après sa mort en 1223, le conflit s'éteint. Les Jin parviennent quant à eux à conclure la paix avec les Song, mais ces derniers continuent à venir en aide aux Chemises rouges contre les Jurchens. Après la mort de Gengis Khan en 1227, son successeur Ögödei relance la guerre contre les Jin en 1230.

## Le siège de Kaifeng
En 1230, deux armées mongoles sont envoyées vers Kaifeng. L'une doit approcher la ville par le nord et l'autre par le sud, afin de l'encercler. Ögödei et son frère Tolui sont censés les mener au combat, mais ils tombent malades et sont incapables d'assurer ce rôle. Ögödei finit par guérir, mais Tolui meurt l'année suivante. Une fois les deux armées réunies, le commandement est assuré par le général Subötaï. Les troupes mongoles atteignent le Fleuve Jaune le 28 janvier 1232 et arrivent devant Kaifeng le 6 février. Le siège à proprement parler débute le 8 avril.
Afin d'y mettre un terme, les Jurchens font des offres de paix aux Mongols. Les pourparlers avancent durant l'été, mais le meurtre du diplomate mongol Tang Qing et de sa suite par les Jurchens vient y mettre un terme. La situation est désespérée pour les Jin : Kaifeng est touchée par une épidémie de peste, ainsi que par la famine, et les réserves s'amenuisent. Leur mainmise s'effrite, et ils commencent à craindre une possible trahison dans leurs rangs. Plusieurs exécutions de présumés traîtres ont lieu.
L'empereur Jin Aizong parvient à fuir Kaifeng à la fin de l'année. Il laisse la ville aux ordres du général Cui Li et se réfugie à Guide, dans le Henan, puis à Caizhou. Le départ de l'empereur porte un coup fatal au moral des défenseurs de Kaifeng. Peu après le départ d'Aizong, Cui Li ordonne l'exécution de ses derniers fidèles, car il a conscience que poursuivre le siège serait suicidaire. Ayant opté pour la reddition, il ouvre les portes de la ville aux Mongols.
Après la chute de la ville, les Mongols se livrent au pillage, mais ils autorisent les échanges commerciaux, chose inhabituelle pour l'époque. Les habitants de Kaifeng peuvent ainsi vendre leurs biens précieux aux soldats mongols en échange de nourriture. Les membres masculins de la famille royale qui se trouvaient encore en ville sont faits prisonniers, puis exécutés.

## Technologie militaire
Les défenseurs de la ville utilisent des armes à feu primitives : des lances de feu et des Zhen Tian Lei (grenades).

## Importance historique
La chute de Kaifeng porte un coup sévère à la dynastie Jin, mais elle n'est pas détruite. L'empereur Aizong se tourne vers les Song pour leur demander de l'aide, mais ces derniers refusent et s'allient aux Mongols, en dépit des avertissements d'Aizong, qui les prévient que les envahisseurs se retourneront contre eux une fois les Jin anéantis,. Les dernières villes contrôlées par les Jurchens tombent rapidement aux mains des Song ou des Mongols. Ceux-ci assiègent Caizhou en décembre 1233. Cette fois-ci, Aizong ne parvient pas à s'enfuir et préfère se suicider. Les assiégeants percent les murailles de Caizhou le 9 février 1234, et l'empereur Jin Modi est tué dans les combats le lendemain après un éphémère règne de deux jours ,. La chute de Caizhou vient mettre un terme à la dynastie Jin.